# 林羿
林羿（1985年7月10日—），為臺灣女模特兒、服裝設計師。就讀實踐大學服裝設計系時， 為雜誌編輯發掘。並於張學友《在你身邊》、周傳雄《最愛你的時候》MV中擔綱女主角演出。目前為多家服裝品牌、平面雜誌及網拍服裝特約模特兒，不做作及自然率性的風格，讓她在眾多模特兒中獨樹一格。2012年自創服裝品牌0_1。戴佩妮MV《你怎麼可以安心的睡著》女主角 。

## 平面雜誌
- 愛女生
- Ami
- Choc
- ELLE Girl
- BEAUTY美人誌
- ff芙芙美人
- coco
- 漂亮寶貝

## 網拍
- MOONCAT 貓咪曬月亮
- ORENDA

## MV
- 戴佩妮 你怎麼可以安心的睡著
- 張學友 在你身邊
- 周傳雄 最愛你的時候

## 外部連結
- 林羿的Instagram帳戶
- 0_1的Instagram帳戶
- 林羿的Facebook專頁
- 0_1的Facebook專頁
- 0_1的IPinkoi帳戶 （页面存档备份，存于）